# Þrúðvangr
Þrúðvangr en la mitología nórdica (en español: poder del campo) es un campo en el cual reside el dios Thor. El campo es atestiguado en la Edda prosaica y en el Heimskringla ambos escritos por Snorri Sturluson en el siglo XIV. En el libro Gylfaginning de la Edda prosaica se habla sobre Thor. Entre otros detalles, se menciona que el reino de Thor es Þrúðvangr y que Thor posee la sala Bilskirnir que es el palacio más grande de todos los edificios jamás construidos. Además también se menciona que Thor regresó a Þrúðvangr después de la desaparición de la fortaleza de Útgarða-Loki. En el libro Skáldskaparmál de la Edda prosaica la batalla de Thor con Hrungnir es narrada. La narración dice que después de que Thor derrotara a Hrungnir, quedó con una piedra en la cabeza, Thor regresó a Þrúðvangr en donde el völva Gróa se la intentó sacar sin éxito. En el libro Heimskringla de la Saga de los Ynglings, se vuelve a mencionar el campo Þrúðvangr, sin embargo en el contexto, aquí Thor es un cura del templo y Þrúðvangr es descrito como un lugar en Suecia por Odín, descrito aquí como un poderoso rey.